# Caner Erkin
Caner Erkin (Balıkesir, 4 de octubre de 1988) es un futbolista turco que juega de defensa en el Sakaryaspor de la TFF Primera División.

## Clubes
| Club                       | País    | Año       |
| -------------------------- | ------- | --------- |
| Manisaspor                 | Turquía | 2004-2006 |
| P. F. C. CSKA Moscú        | Rusia   | 2007-2010 |
| Galatasaray S. K. (cedido) | Turquía | 2009-2010 |
| Fenerbahçe S. K.           | Turquía | 2010-2016 |
| Inter de Milán             | Italia  | 2016-2017 |
| Beşiktaş J. K. (cedido)    | Turquía | 2016-2017 |
| Beşiktaş J. K.             | Turquía | 2017-2020 |
| Fenerbahçe S. K.           | Turquía | 2020-2021 |
| Fatih Karagümrük S. K.     | Turquía | 2021-2022 |
| Estambul Başakşehir F. K.  | Turquía | 2023      |
| Eyüpspor                   | Turquía | 2023-2025 |
| Sakaryaspor                | Turquía | 2025-     |

## Palmarés

### Títulos nacionales
| Título               | Club                | País    | Año  |
| -------------------- | ------------------- | ------- | ---- |
| Supercopa de Rusia   | P. F. C. CSKA Moscú | Rusia   | 2007 |
| Copa de Rusia        | P. F. C. CSKA Moscú | Rusia   | 2008 |
| Supercopa de Rusia   | P. F. C. CSKA Moscú | Rusia   | 2009 |
| Copa de Rusia        | P. F. C. CSKA Moscú | Rusia   | 2009 |
| Superliga de Turquía | Fenerbahçe S. K.    | Turquía | 2011 |
| Copa de Turquía      | Fenerbahçe S. K.    | Turquía | 2012 |
| Copa de Turquía      | Fenerbahçe S. K.    | Turquía | 2013 |
| Superliga de Turquía | Fenerbahçe S. K.    | Turquía | 2014 |
| Supercopa de Turquía | Fenerbahçe S. K.    | Turquía | 2014 |
| Superliga de Turquía | Beşiktaş J. K.      | Turquía | 2017 |